# Kristian Kostov
Kristian Kostov (bulgară: Кристиян Костов, n. 15 martie 2000) este un cântăreț și compozitor bulgar născut în Rusia. Kostov a fost finalist în primul sezon al The Voice Kids Rusia și competitorul clasat pe locul al doilea în cadrul celui de-al patrulea sezon al X Factor Bulgaria. Acesta a reprezentat Bulgaria la Concursul Muzical Eurovision 2017 cu piesa „Beautiful Mess”, acolo unde a adus Bulgariei cea mai mare performanță din istorie sa în concurs, și anume locul 2 (după Portugalia) cu 615 puncte. Este cel mai tânăr competitor de anul acesta.